# Zhou Xia
Zhou Xia (in cinese 周霞S, Zhōu XiáP; Huaihua, 12 luglio 1999) è un'atleta paralimpica cinese specializzata nelle gare di velocità e appartenente alla categoria T35.

## Biografia
Affetta da atrofia muscolare alla gamba sinistra e alla mano sinistra causata da un incidente stradale, ha iniziato a praticare l'atletica leggera paralimpica nel 2012. Nel 2016 ha debuttato ai Giochi paralimpici di Rio de Janeiro, dove ha conquistato sue medaglie d'oro nei 100 e 200 metri piani T35.
Nel 2017 è stata vicecampionessa mondiale paralimpica ai campionati di Londra nei 100 e 200 metri piani T35, mentre l'anno successivo ha vinto la medaglia d'oro nei 100 metri piani T35 ai Giochi para-asiatici di Giacarta 2018, dove si è anche classificata prima nei 200 metri piani T35, evento che non prevedeva l'assegnazione di medaglie.
Nel 2021 ha preso parte ai Giochi paralimpici di Tokyo, dove ha conquistato la medaglia d'oro nei 100 e 200 metri piani T35, in entrambi i casi con il nuovo record mondiale paralimpico. A Parigi 2024 si conferma oro paralimpico sia nei 100 sia nei 200 metri.

## Record nazionali
- 100 metri piani T35: 13"00  ( Tokyo, 27 agosto 2021)
- 200 metri piani T35: 27"17  ( Tokyo, 29 agosto 2021)

## Palmarès
| Anno | Manifestazione       | Sede           | Evento          | Risultato | Prestazione | Note               |
| ---- | -------------------- | -------------- | --------------- | --------- | ----------- | ------------------ |
| 2016 | Giochi paralimpici   | Rio de Janeiro | 100 m piani T35 | Oro       | 13"66       | Record paralimpico |
| 2016 | Giochi paralimpici   | Rio de Janeiro | 200 m piani T35 | Oro       | 28"22       | Record mondiale    |
| 2017 | Mondiali paralimpici | Londra         | 100 m piani T35 | Argento   | 13"56       | Record asiatico    |
| 2017 | Mondiali paralimpici | Londra         | 200 m piani T35 | Argento   | 28"64       |                    |
| 2018 | Giochi para-asiatici | Giacarta       | 100 m piani T35 | Oro       | 14"77       | Record dei Giochi  |
| 2018 | Giochi para-asiatici | Giacarta       | 200 m piani T35 | 1ª        | 29"17       | Record dei Giochi  |
| 2021 | Giochi paralimpici   | Tokyo          | 100 m piani T35 | Oro       | 13"00       | Record mondiale    |
| 2021 | Giochi paralimpici   | Tokyo          | 200 m piani T35 | Oro       | 27"17       | Record mondiale    |
| 2023 | Mondiali paralimpici | Parigi         | 100 m piani T35 | Oro       | 13"64       |                    |
| 2023 | Mondiali paralimpici | Parigi         | 200 m piani T35 | Oro       | 28"77       |                    |
| 2024 | Mondiali paralimpici | Kōbe           | 100 m piani T35 | Oro       | 14"06       |                    |
| 2024 | Mondiali paralimpici | Kōbe           | 200 m piani T35 | Oro       | 29"45       |                    |
| 2024 | Giochi paralimpici   | Parigi         | 100 m piani T35 | Oro       | 13"58       |                    |
| 2024 | Giochi paralimpici   | Parigi         | 200 m piani T35 | Oro       | 28"15       |                    |